# Rémy Ebanega
Rémy Nenet Ebanega Ekwa (Bitam, 17 de novembro de 1989) é um futebolista profissional gabonense que atua como defensor.

## Carreira
Rémy Ebanega fez parte do elenco da Seleção Gabonense de Futebol da Olimpíadas de 2012.